# لملند
لملند (به فنلاندی: Lemland) یک منطقهٔ مسکونی در فنلاند است که در جزایر الند واقع شده و ۲۰۲۹ نفر جمعیت دارد.